# Thomas Mosdi
Thomas Mosdi, pseudonyme de Marc Deladerriere, est un auteur français de bande dessinée né à Lille.

## Biographie
Musicien puis auteur de jeux de rôles (Légendes, paru aux Éditions Jeux Descartes, Malienda, univers d’héroïc-fantasy écrit pour la revue Casus Belli), il fait ensuite carrière dans la bande dessinée.
En 1991, il publie, en collaboration avec Guillaume Sorel, le premier tome de L'Île des Morts. La série va déboucher sur 5 albums plus l'intégrale (1996) qui sera rééditée à deux reprises (2000 puis 2009) ,. S’ensuit la série Xoco (à partir de 1994), réalisée avec Olivier Ledroit.
En 1995, il travaille avec la société Infogrames, pour laquelle il réalise quatre albums inspirés de jeux informatiques. Il reprend ensuite la série Les Héritiers du soleil (album La nuit de lumière 2, 1998), sous la direction de Didier Convard.
Avec un dessin de Béatrice Tillier et Olivier Brazao, Mosdi scénarise la série Sheewõwkees (Delcourt), publiée entre 2003 et 2009 en trois volumes. L'accueil sur BD Gest est froid, mais plus positif sur Planète BD,. Toujours avec Brazao, il publie en 2016 L'elixir du temps, à la recherche de la bière précieuse (Éditions du Signe).
Chez Le Lombard, il écrit pour David Cerqueira Minas Taurus, une série d'aventure se déroulant dans l'Antiquité prévue en trois tomes, dont les deux premiers sont parus en 2012 et 2013. Le premier volume reçoit un accueil tiède sur BD Gest, autant pour le scénario que pour le traitement graphique.
En 2017, il participe au Guide de Paris en bandes dessinées (éditions Petit à petit) sous la direction de Jim .
En 2019, il scénarise l'album Une place au paradis (dessin de Pierre Lorenzi) qui traite de la violence conjugale, publié par Marabout (collection Marabulles).

## Séries réalisées
- Amnésia
- Atlantide Experiment
- Chimères
- Chroniques de la Guerre des Fées
- Cliff and Co
- Felicidad
- Golden Tiger
- Josse Beauregard
- La Graine de folie
- Le Vampire de Sacramento
- Les Contes du Korrigan
- Les Héritiers du soleil
- Les Passants du clair de lune
- L'Île des Morts
- Lost Atlantide
- Kick Vicious[10]
- Korrigans
- Malienda
- Minas Taurus
- Mort à outrance
- Prisonner of ice
- Serpenters[11]
- Sheewōwkees
- Succubes
- Triade
- Xoco
- Zone mortelle
- Spectres